# HD 65216
| HD 65216                                                                           | HD 65216                                    |
| ---------------------------------------------------------------------------------- | ------------------------------------------- |
| Beobachtungsdaten Äquinoktium: J2000.0, Epoche: J2000.0                            |                                             |
| Sternbild                                                                          | Andromeda                                   |
| Rektaszension                                                                      | 07h 53m 41,3s                               |
| Deklination                                                                        | −63° 38′ 50″                                |
| Scheinbare visuelle Gesamthelligkeit                                               | 8,0 mag                                     |
| Bekannte Exoplaneten                                                               | 1                                           |
| Astrometrie                                                                        |                                             |
| Radialgeschwindigkeit                                                              | (+42,5 ± 0,3) km/s                          |
| Parallaxe                                                                          | (28,11 ± 0,59) mas                          |
| Entfernung                                                                         | (116 ± 2) Lj (35,6 ± 0,7) pc                |
| Winkelabstand                                                                      | A-BC: 7″ B-C: 0″,17                         |
| Eigenbewegung:                                                                     |                                             |
| Rek.-Anteil:                                                                       | ca. −123 mas/a                              |
| Dekl.-Anteil:                                                                      | ca. +146 mas/a                              |
| Einzeldaten                                                                        |                                             |
| Spektralklassen                                                                    | A: G5 V B: ca. M7 bis M8 C: ca. L2 bis L3   |
| Massen                                                                             | A: ca. 0,9 M☉ B: ca. 0,09 M☉ C: ca. 0,08 M☉ |
| Effektivtemperatur                                                                 | A: (5666 ± 31) K                            |
| Oberflächenschwere- beschleunigung                                                 | A: log(g) = (4,53 ± 0,09) cm/s2             |
| Metallizität                                                                       | A: [Fe/H] = −0,12                           |
| Bezeichnungen und Katalogeinträge                                                  |                                             |
| CD −63° 359 • HD 65216 • HIP 38558 • SAO 250002 • TYC 8915-2808-1 • WDS 07537-6339 |                                             |

HD 65216 ist ein knapp 120 Lichtjahre von der Erde entferntes Sternsystem im Sternbild Carina mit einer scheinbaren visuellen Helligkeit von 8,0 mag.
Die Hauptkomponente des Systems (HD 65216 A) ist ein Hauptreihenstern der Spektralklasse G5, der in einer Winkeldistanz von 7 Bogensekunden (projiziert rund 250 Astronomischen Einheiten) von einem engen Doppelstern-System begleitet wird. Bei den Komponenten des Begleitsystems, HD 65216 B und HD 65216 C, handelt es sich um zwei massearme M- und L-Zwerge, die durch 0,17 Bogensekunden (ca. 6 AE) voneinander getrennt sind.
Die Hauptkomponente wird zudem von einem extrasolaren Planeten umrundet, der mit HD 65216 b bezeichnet wird. Der Begleiter weist eine Umlaufperiode von rund 600 Tagen auf, hat eine Mindestmasse m·sin(i) von 1,2 Jupitermassen und bewegt sich auf einem exzentrischen Orbit (e = 0,41) mit einer großen Halbachse von 1,4 AE.